# Ярков, Степан Петрович
Степан Петрович Ярков (10 декабря 1924, Таволжан, Тюменская область — 9 ноября 2009, Екатеринбург) — советский и российский учёный, искусствовед и педагог, кандидат искусствоведения (1974), профессор (1992). Член Союза художников СССР (1969). Заслуженный работник культуры РСФСР (1985).

## Биография
Родился 10 декабря 1924 года в деревне Таволжан Сладковского района Ишимского округа Уральской области (ныне — Тюменская область).
С августа 1942 года в возрасте семнадцати лет, призван в ряды Рабоче-Крестьянской Красной армии и направлен на трёхмесячные курсы Омского военно-пехотного училища имени М. В. Фрунзе и после его окончания в ноябре 1942 года направлен в действующую армию на фронт. Участник Великой Отечественной войны в составе 1-й гвардейской отдельной разведывательной роты 5-й гвардейской стрелковой дивизии — разведчик и командир разведывательного отделения.
Воевал в составе 1-го Белорусского фронта, участник Орловско-Курской наступательной операции, участник освобождения Белорусской ССР и Литвы. 18 сентября 1944 года в боях у Восточной Пруссии был тяжело ранен (лишился левой руки), в январе 1945 года после лечения в военных госпиталях был демобилизован из рядов Советской армии по инвалидности. За участие в войне и проявленные при этом мужество и героизм был награждён орденами Отечественной войны I степени (06.04.1985) и Славы III степени (05.09.1944), медалью «За победу над Германией в Великой Отечественной войне 1941—1945 гг.» (09.05.1945).
С 1947 по 1952 годы обучался в Свердловском художественном училище. С 1953 по 1958 годы обучался на заочном отделении факультета теории и истории изобразительных искусств Института живописи, скульптуры и архитектуры имени И. Е. Репина АХ СССР. С 1952 года на преподавательской работе. С 1952 по 1959 годы — преподаватель изобразительных искусств, с 1959 по 1968 годы, в течение девяти лет — директор Свердловского художественного училища.
С 1961 по 1996 годы в течение тридцати пяти лет, С. П. Ярков был одним из создателей и заместителем руководителя кафедры истории искусств Уральского государственного университета, с 1996 по 2009 годы являлся — профессором этой кафедры, читал курсы лекций по скульптуре и графики и технологии живописи.
В 1969 году избран членом Союза художников СССР. В 1972 году защитил диссертацию на соискание учёной степени кандидата искусствоведения на тему: «Екатеринбургская художественно-промышленная школа и некоторые проблемы художественного образования в России на рубеже XIX—XX вв.», в 1992 году С. П. Яркову было присвоено учёное звание — профессор.
В 1985 году Указом Президиума Верховного Совета РСФСР «за заслуги в области культуры» было присвоено почётное звание — Заслуженный работник культуры РСФСР.
Скончался 9 ноября 2009 года в Екатеринбурге. Похоронен на Сибирском кладбище Екатеринбурга.

## Награды и премии
Основной источник:
- Орден Отечественной войны I степени (06.04.1985[7])
- Орден Славы III степени (05.09.1944)
- Медаль «За победу над Германией в Великой Отечественной войне 1941—1945 гг.»
- Заслуженный работник культуры РСФСР (1985)
- Почётный работник высшего профессионального образования Российской Федерации (2000)
- Серебряная медаль Российской академии художеств (2007)